# Francesco Nonni
Francesco Nonni (Faenza, 4 novembre 1885 – Faenza, 14 settembre 1976) è stato un incisore, pittore e ceramista italiano.

## Biografia
Dopo gli studi presso la scuola di Arti e Mestieri di Faenza diretta da Antonio Berti, inizia a lavorare come intagliatore presso la locale Ebanisteria Casalini. Impara le tecniche d'incisione del legno e si dedica a lavori di decorazione grafica.
Nel 1906 comincia a dedicarsi all'illustrazione e presenta le sue xilografie alla Mostra Internazionale di Belle Arti di Milano. Nel 1908 partecipa alla Quadriennale d'Arte di Torino riscuotendo un ulteriore successo di critica. L'anno successivo si iscrive alla Scuola Libera di Nudo dell'Accademia di belle arti di Firenze. Partecipa alla Biennale di Venezia del 1910, alla mostra Roma 1911 e ancora alle Biennali di Venezia del 1912 e del 1914. Nel 1912 comincia a pubblicare a Forlì, con Antonio Beltramelli, il periodico «Il romanzo dei piccoli».
Nel 1915 ottiene l'abilitazione all'insegnamento e inizia l'attività didattica alla Scuola di disegno Minardi di Faenza. Tra i suoi allievi si segnala Serafino Campi. Grazie alla sua notorietà partecipa alle mostre italiane più importanti come l'Esposizione Internazionale d'Arte di Venezia e alla prima Esposizione Internazionale d'Arte di Roma nel 1914 e alle esposizioni europee, fino alla pausa imposta dallo scoppio della prima guerra mondiale. Durante la guerra cade prigioniero e viene rinchiuso nel campo d'internamento di Celle. I disegni realizzati nel periodo 1917-18 vengono poi raccolti  nell'album Cellelager. L'esperienza della prigionia lo cambia profondamente.
Tornato alla vita civile, nel 1919 inizia a lavorare la ceramica, attività che continuerà a sviluppare, in particolar modo tra il 1920 ed il 1925 con risultati artisticamente molto felici. In questo periodo collabora con Anselmo Bucci con cui realizza un'opera esposta e premiata all'Expo di Parigi nel 1925.
Nel 1924 fonda a Faenza e dirige fino al 1926 la rivista Xilografia, per conto dell'Editore Lega, con il proposito di raccogliere la collaborazione dei migliori xilografi italiani. Nello stesso periodo disegna le prime pagine di diversi numeri della rivista La Piê di Aldo Spallicci.
Nel decennio dal 1920 al 1930 si afferma come esponente di successo dello stile déco.
Nel 1927 partecipa all'Esposizione Internazionale d'Arte Decorativa dell'ISIA di Monza, organizzandovi anche la mostra per la sezione romagnola.
Dagli anni trenta in poi gradualmente abbandona la sua produzione ceramica dedicandosi in prevalenza alla pittura a olio.
Negli anni cinquanta si dedica all'intarsio su avorio.
La sua città natale ha organizzato la mostra "Francesco Nonni xilografo" nella Pinacoteca Comunale (dicembre 2009-febbraio 2010).
Nel 2017 molte sue opere sono state esposte nelle mostre dedicate all'Art déco tenutasi ai Musei di San Domenico di Forlì, al Museo Internazionale delle Ceramiche di Faenza e al Museo di Saludecio e del Beato Amato.

## Memorie del Lager di Celle

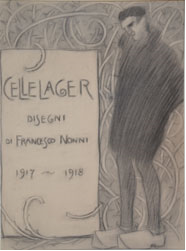
Copertina dell'album dei disegni realizzati da Nonni nel campo di Celle.

Nel maggio del 1915 Francesco Nonni deve lasciare l'incarico di insegnante a causa della chiamata alle armi, essendo l'Italia appena entrata in guerra.
Il 26 ottobre del 1917 viene fatto prigioniero a Caporetto e successivamente deportato nel campo di concentramento di Celle, nell'Hannover.
L'esperienza della prigionia colpisce intimamente l'animo di Nonni, sofferenze e dolori che traspaiono dai disegni da lui realizzati durante la permanenza nel campo. La vita lì era segnata dalla fame, dalla fatica fisica, dal freddo incessante e dalla desolazione, tutto ciò emerge nella raffigurazione dell’umanità senza volto e scarnificata dei disegni. Per la prima e unica volta nella sua carriera artistica Nonni, nell'elaborare i disegni di questo periodo, pubblicati nel 1919 e nel 1920, abbandona un segno grafico che attinge dal decorativismo prima Liberty e poi déco per adottare la forma espressionista.

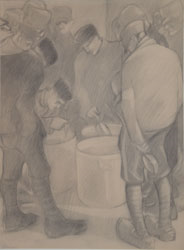
La misura della zuppa, disegno a matita, 1919

Da una testimonianza di Pietro Zama:
"Lo chiusero [Francesco Nonni] nel desolato campo di Celle nell’Hannover: sofferenze indicibili. Lui, allora ufficiale come altri ufficiali come i soldati, ridotto dal dolore e dalla fame ad ombra vagante, senza una meta che non fosse la morte.
E disegnò quelle scene della prigionia, cogliendone la tragica realtà, il senso dell’orrore e lo squallore che copriva quelle figure cenciose e tutto il campo maledetto".
Dalla presentazione alla mostra personale di Francesco Nonni a Forlì [6-13 dicembre 1925]:
"Dal sepolcro dei vivi delle trincee a sepolcro più atroce della prigionia. Cellelager, un nome che fa correre un brivido per le ossa a tutti coloro che in quel campo di martirio penarono solo un giorno di vita. Meglio che un diario di guerra questa collana di schizzi, questi documenti di sofferenza. Nonni ha di certo ingannato la fame, la spaventosa fame di Cellelager con un foglio ed una matita. E se c'è lo squallore di quelle terre di maledizione, e l'occhio inerte delle anime disperate, c'è pure, umorismo quasi fuor della vita, il profilo caricaturale, il riso che scoppia nervoso sul volto spettrale dell'affamato.
Meglio che le descrizioni letterarie, o le fotografie, questi disegni di cattività sono i frammenti di quel grande poema epico della nostra guerra che i poeti della posterità scriveranno."
Da un articolo di Armando Cavalli [La Piè, nov-dic. 1931]:
"I disegni di prigionia del Nonni sono la sola cosa che ci parli del suo animo; e per questa ragione crediamo che stiano là come una cosa a sé, e quale una interruzione nella continuità artistica dello xilografo faentino. 
Per noi questi disegni sono la sua sola affermazione veramente artistica; poiché in essi la schiavitù all’edonismo della linea decorativa è negata e superata dalla drammaticità non solo dei soggetti, ma delle linee, dei colori e delle forme colle quali detti soggetti sono espressi. C’è insomma, in questi disegni di cattività, la nudità spirituale di un’anima, e la vibrazione di un cuore; mentre nelle xilografie precedenti c’è la magnificenza d’un corpo lussuosamente vestito e l’esclusiva compiacenza d’un occhio solo intento a spettacoli di gioia".

## Opere
- Romagna, 1924, su pinacotecafaenza.racine.ra.it. URL consultato il 29 agosto 2012 (archiviato dall'url originale il 21 febbraio 2014).
- Riccioli, 1924, su pinacotecafaenza.racine.ra.it. URL consultato il 29 agosto 2012 (archiviato dall'url originale il 21 febbraio 2014).
- Il mancino, 1925, su pinacotecafaenza.racine.ra.it. URL consultato il 29 agosto 2012 (archiviato dall'url originale il 21 febbraio 2014).
- San Sebastiano , 1925, su pinacotecafaenza.racine.ra.it. URL consultato il 29 agosto 2012 (archiviato dall'url originale il 21 febbraio 2014).
- L'Olmatello, 1926, su pinacotecafaenza.racine.ra.it. URL consultato il 29 agosto 2012 (archiviato dall'url originale il 21 febbraio 2014).
- Nudo,1950, su pinacotecafaenza.racine.ra.it. URL consultato il 29 agosto 2012 (archiviato dall'url originale il 21 febbraio 2014).